# Stirtonia
Stirtonia is een geslacht van schimmels behorend tot de familie Arthoniaceae. De typesoort is Stirtonia obvallata.

## Soorten
Volgens Index Fungorum bevat het geslacht 23 soorten (peildatum december 2023):
| Soortnaam                | Auteur(s)                                  | Publicatiejaar |
| ------------------------ | ------------------------------------------ | -------------- |
| Stirtonia borinquensis   | Perlmutter, Rivas Plata & Lücking          | 2018           |
| Stirtonia byssoidea      | Seavey & J. Seavey                         | 2015           |
| Stirtonia caribaea       | Perlmutter, Rivas Plata & Lücking          | 2018           |
| Stirtonia coei           | Seavey & J. Seavey                         | 2015           |
| Stirtonia curvata        | Aptroot                                    | 2009           |
| Stirtonia divaricatica   | Seavey & J. Seavey                         | 2017           |
| Stirtonia epiphylla      | Aptroot & Seaward                          | 2017           |
| Stirtonia ghattensis     | S.N. Dudani, Nayaka, Ingle & S. Joseph     | 2018           |
| Stirtonia ibirapuitensis | Aptroot, Käffer & S.M. Martins             | 2014           |
| Stirtonia isidiata       | Weerakoon & Aptroot                        | 2016           |
| Stirtonia latispora      | Seavey & J. Seavey                         | 2015           |
| Stirtonia lucida         | M.M.E. Alves, Aptroot & M. Cáceres         | 2014           |
| Stirtonia microspora     | Xavier-Leite, M. Cáceres & Aptroot         | 2014           |
| Stirtonia neotropica     | Aptroot                                    | 2009           |
| Stirtonia nitida         | Xavier-Leite, M. Cáceres & Aptroot         | 2014           |
| Stirtonia nivea          | Xavier-Leite, M. Cáceres & Aptroot         | 2014           |
| Stirtonia obvallata      | (Stirt.) A.L. Sm.                          | 1926           |
| Stirtonia ochracea       | M.M.E. Alves, Aptroot & M. Cáceres         | 2014           |
| Stirtonia psoromica      | Aptroot & Wolseley                         | 2009           |
| Stirtonia punctiformis   | Aptroot & Sipman                           | 2014           |
| Stirtonia rhizophorae    | Kalb & Mongk.                              | 2012           |
| Stirtonia schummii       | Aptroot                                    | 2009           |
| Stirtonia viridis        | Aptroot, L.I. Ferraro, Sipman & M. Cáceres | 2014           |